# Università di Arezzo

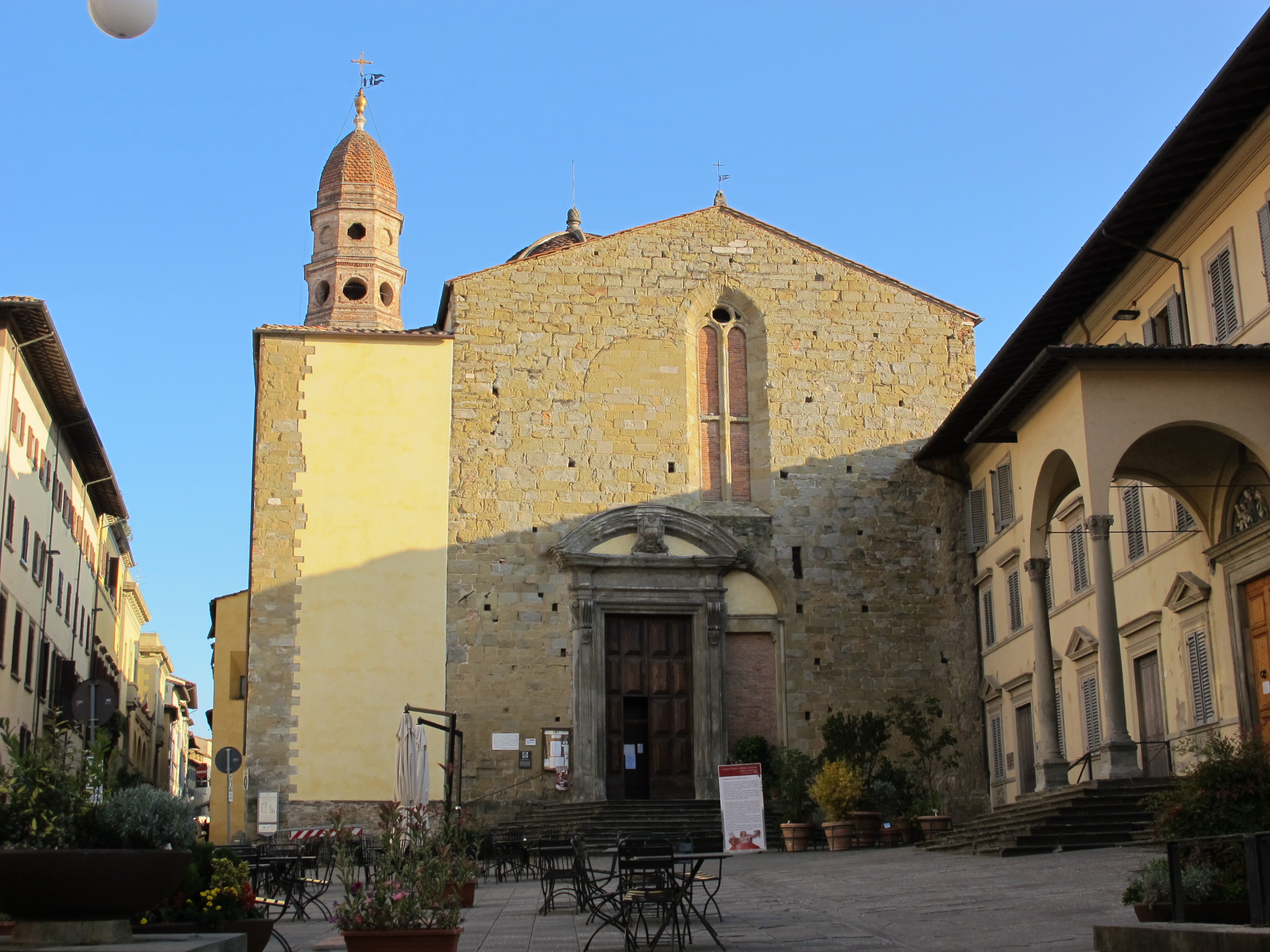
Nei locali della chiesa di San Pier Piccolo di proprietà della Badia delle Sante Flora e Lucilla si tennero le prime lezioni dello Studium aretino

L'Università di Arezzo (Studium Aretino) è stato un antico ateneo fondato prima del 1215 nella città di Arezzo, definitivamente chiuso nel 1520.
Fu una delle più antiche università italiane, e la prima università fondata in Toscana.

## Storia
Le prime notizie documentate di uno studium aretino sono datate anno 1215, quando arrivò in città per insegnarvi Roffredo Epifanio, celebre giurista proveniente dall'Università di Bologna. Il magister Roffredo, che si presume rimase in città alcuni anni, sollevò il problema della mancanza di alloggi e di infrastrutture adatte a raccogliere un numero crescente di studenti; Arezzo divenne per esempio, una scuola di grande richiamo per molti figli di nobili ghibellini non solo toscani. Nel 1241, per risolvere il problema, il Comune fece trasferire lo studium nella zona di San Pier Piccolo di proprietà dell'abbazia di Santa Flora e Lucilla.
Il 16 febbraio 1255, lo studium ottenne il suo statuto promulgato da un collegium composto da otto professori, con l'avallo del podestà di Arezzo. Nel 1356 venne riconosciuto dall'imperatore Carlo IV come studium generale, tuttavia chiuse definitivamente nel 1520.